# Stefan Iwaniak
Stefan Iwaniak (ur. 20 stycznia 1934 w Wysokiem Mazowieckiem, zm. 12 października 2019 w Kielcach) – polski historyk, profesor nauk humanistycznych.

## Życiorys
W 1954 roku ukończył Państwowe Liceum Pedagogiczne w Łomży. W latach 1954–1958 odbył studia z zakresu historii na Uniwersytecie Warszawskim. Doktoryzował się tamże w 1973, natomiast stopień doktora habilitowanego uzyskał w 1984 roku na Akademii Nauk Społecznych w Warszawie. Postanowieniem Prezydenta RP z 15 marca 2002 roku otrzymał tytuł naukowy profesora nauk humanistycznych.
Od 1958 do 1970 był nauczycielem w Studium Nauczycielskim w Kielcach (przez trzy pełnił funkcję kierownika Wydziału Historii i Wychowania Obywatelskiego). Od 1962 do 1967 był komendantem Chorągwi Kieleckiej Związku Harcerstwa Polskiego. W 1971 roku podjął pracę w Wyższej Szkole Nauczycielskiej w Kielcach, przekształconej następnie w Wyższą Szkołę Pedagogiczną i Akademię Świętokrzyską. W latach 1984–1986 był dyrektorem Instytutu Historii w WSP. Na przestrzeni lat związany był również z Wszechnicą Świętokrzyską w Kielcach i Wyższą Szkołą Dziennikarską im. Melchiora Wańkowicza w Warszawie.
Specjalizował się w historii Polski po II wojnie światowej. W latach 1958–1962 zajmował się porządkowaniem i przygotowywaniem do celów naukowych archiwum Komitetu Wojewódzkiego PZPR w Kielcach.
Został odznaczony m.in. Krzyżem Kawalerskim Orderu Odrodzenia Polski.

## Wybrane publikacje
- Związek Walki Młodych w województwie kieleckim w latach 1943–1948, Kielce 1963
- Reforma rolna w województwie kieleckim w latach 1944–1945, Warszawa 1975
- Migracje chłopów kieleckich. 1945–1949, Kielce 1988
- Ziemiańskie dobra kulturowe w województwie kieleckim (1944–1946), Kielce 1996
- Dzieje gospodarcze wsi kieleckiej 1944–1974, Kielce 1999
- Służba zdrowia w województwie kieleckim (1944–1974), Kielce 2003